# مار روکساس
مار روکساس (انگلیسی: Mar Roxas؛ زادهٔ ۱۳ مهٔ ۱۹۵۷) سیاست‌مدار اهل فیلیپین است. او به عنوان وزیر کشور و دولت محلی (فیلیپین) از سال ۲۰۱۲ تا ۲۰۱۵ خدمت کرد. در گذشته او از سال ۲۰۰۰ تا ۲۰۰۳ وزیر تجارت و صنعت (فیلیپین)، وزیر حمل و نقل و ارتباطات (فیلیپین)، وزیر حمل و نقل و ارتباطات از سال ۲۰۱۱ تا ۲۰۱۲ بود.